# Stanisława Lenk-Aletowa
Stanisława Lenk-Aletowa (ur. 27 marca 1891 w Zagórzu, zm. 12 grudnia 1961 w Łodzi) – polska nauczycielka i działaczka polityczna, wieloletnia radna Łodzi. 

## Życiorys
Urodziła się w rodzinie nauczycielskiej. Ukończyła Gimnazjum im. Elizy Orzeszkowej w Łodzi oraz specjalistyczne kursy pedagogiczne, po których pracowała w Społecznym Gimnazjum Męskim w Łodzi (aż do wybuchu II wojny światowej). Działała politycznie, była związana z Towarzystwem Uniwersytetu Robotniczego, Ligą Obrony Praw Człowieka i Obywatela, a także Ligą Kobiet Polskich i Związkiem Nauczycielstwa Polskiego.
W 1937 znalazła się wśród organizatorów Klubu Demokratycznego w Łodzi, następnie zaś Stronnictwa Demokratycznego. W wyborach samorządowych w 1938 wywalczyła jeden z dwóch mandatów dla Stronnictwa na liście PPS. Objęła mandat radnej Łodzi. Była jednocześnie sekretarzem oddziału łódzkiego SD.
Po II wojnie światowej z powodów zdrowotnych pracowała w niepełnym wymiarze, m.in. jako wykładowczyni języka polskiego w Centralnej Szkole Partyjnej, a także Międzywojewódzkiej Szkole Partyjnej im. Juliana Marchlewskiego. Wykonywała obowiązki partyjne, wiceprzewodniczyła Wojewódzkiemu Komitetowi SD w Łodzi (1945–1957), zasiadała w Radzie Naczelnej Stronnictwa (1946–1954) i jego Centralnym Komitecie (1954–1958). Uzyskała tytuł honorowego członka SD. W latach 1945–1955 była członkiem Rady Narodowej miasta Łodzi. 
Odznaczona m.in. Krzyżem Kawalerskim Orderu Odrodzenia Polski (1957). Została pochowana na Starym Cmentarzu w Łodzi. 